# المسعودي (العين)
منطقة المسعودي هي إحدى المناطق السكنية الواقعة في مدينة العين التابعة لإمارة أبوظبي، وتتمركز في الجهة الشمالية الشرقية من العاصمة. تُعد المسعودي منطقة متميزة بفضل موقعها الاستراتيجي، حيث يمر بها شارع دبي – العين الحيوي، كما أنها تجاور مناطق معروفة مثل الهيلي والقطارة.

## عن منطقة المسعودى
تتميز المنطقة بأنها منطقة عائلية مثالية للسكن فيها وتتنوع فيها المرافق ترفيهية و خدمية ويتنوع فيها سوق العقارات حيث التنوع فى الايجار وتوافر الشقق والفيلات بأسعار متفاوتةوتتميز المنطقة بموقعها الحيوى بالقرب من شبكة الطرق الرئيسية فى امارة العين 